# Мірошник Андрій Степанович
Андрій Степанович Мірошник (нар. 29 вересня 1922 — 27 січня 1944) — капітан Робітничо-селянської Червоної Армії, учасник німецько-радянської війни, Герой Радянського Союзу (1943).

## Біографія
Андрій Мірошник народився 29 вересня 1922 р. в селі Плоске (Носівський район) Чернігівської області в сім'ї селянина. Після закінчення 9-ти класів вступає до Бібліотечного технікуму в Ніжині, (сьогодні це Ніжинське училище культури і мистецтв імені М. К. Заньковецької), та навчається там впродовж 1938–1940 рр.
В 1941 році Мірошник був призваний до Робітничо-селянської Червоної Армії. Закінчив Ташкентське піхотне училище.
З 1942 року на фронтах німецько-радянської війни.
До осені 1943 року капітан Андрій Мірошник командував ротою 1339-го стрілецького полку 318-ї стрілецької дивізії 18-ї армії Північно-Кавказького фронту. Відзначився під час Керченсько-Ельтігенської операції. Рота Мірошника переправилась через Керченську протоку на узбережжі Керченського півострова в районі селища Ельтиген (нині — Геройське (Сакський район) в межах Керчі) і взяла активну участь у боях з противником. В тих боях Мірошник неодноразово був поранений, але продовжував битися, особисто піднімав своїх підлеглих у контратаки. Коли ситуація на фронті ускладнилася Мірошника назначили командиром комсомольського загону особового призначення. Саме під його керівництвом загін винищив всі резерви противника, підриваючи мости на шляху ворожих ешелонів, винищував гарнізони фашистів.
За мужність та героїзм, проявлений в боях за Керченський півострів, указом Президії Верховної Ради СРСР від 17 листопада 1943 року капітан Андрій Мірошник був удостоєний високого звання Героя Радянського Союзу з врученням ордена Леніна і медалі «Золота Зірка» за номером 2173.
Був також нагороджений орденом Червоного Прапора та медаллю.
27 січня 1944 року Мірошник загинув у бою. Похований у братській могилі в станиці Тамань Краснодарського краю.

## Вшанування пам'яті

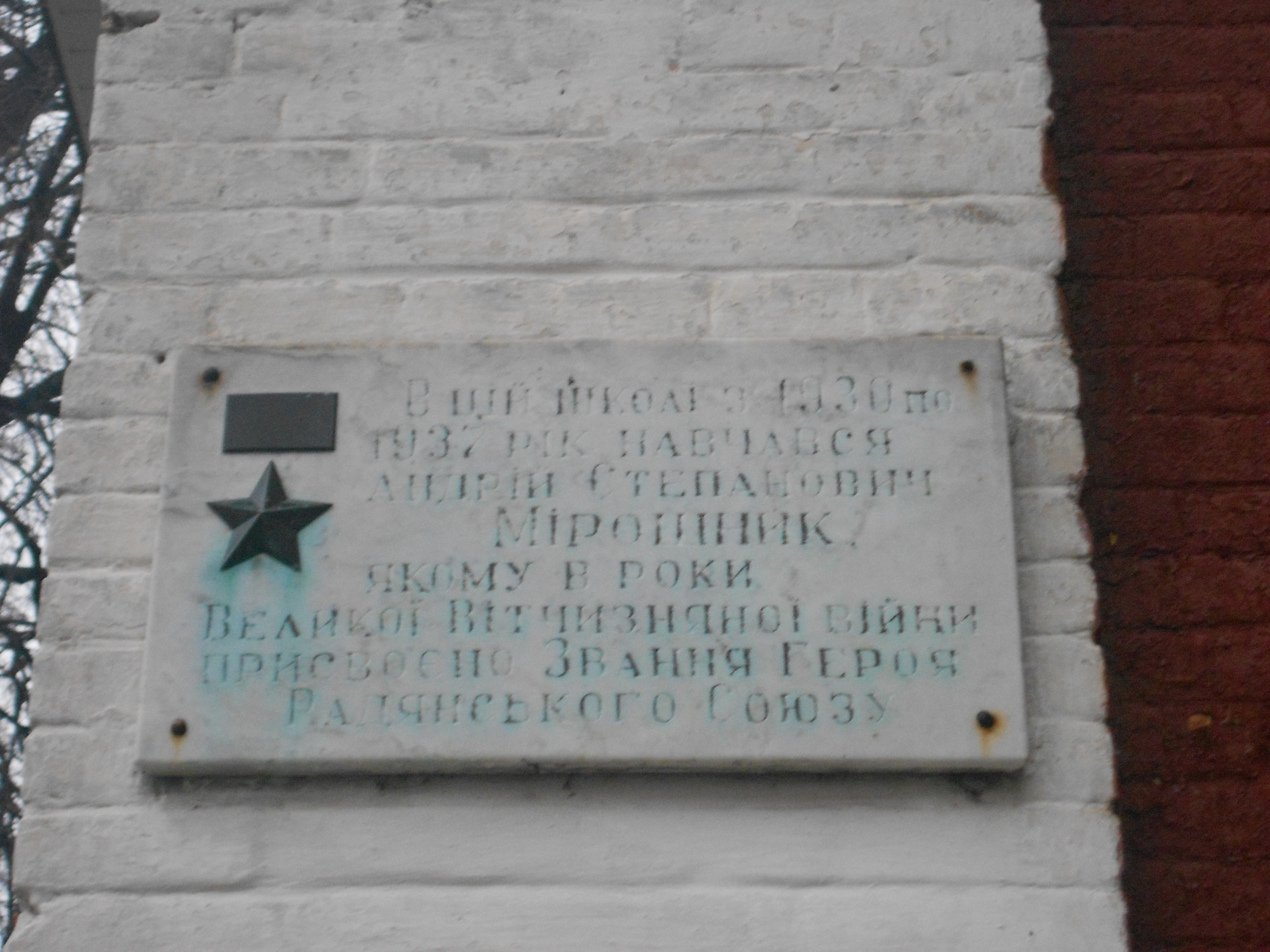

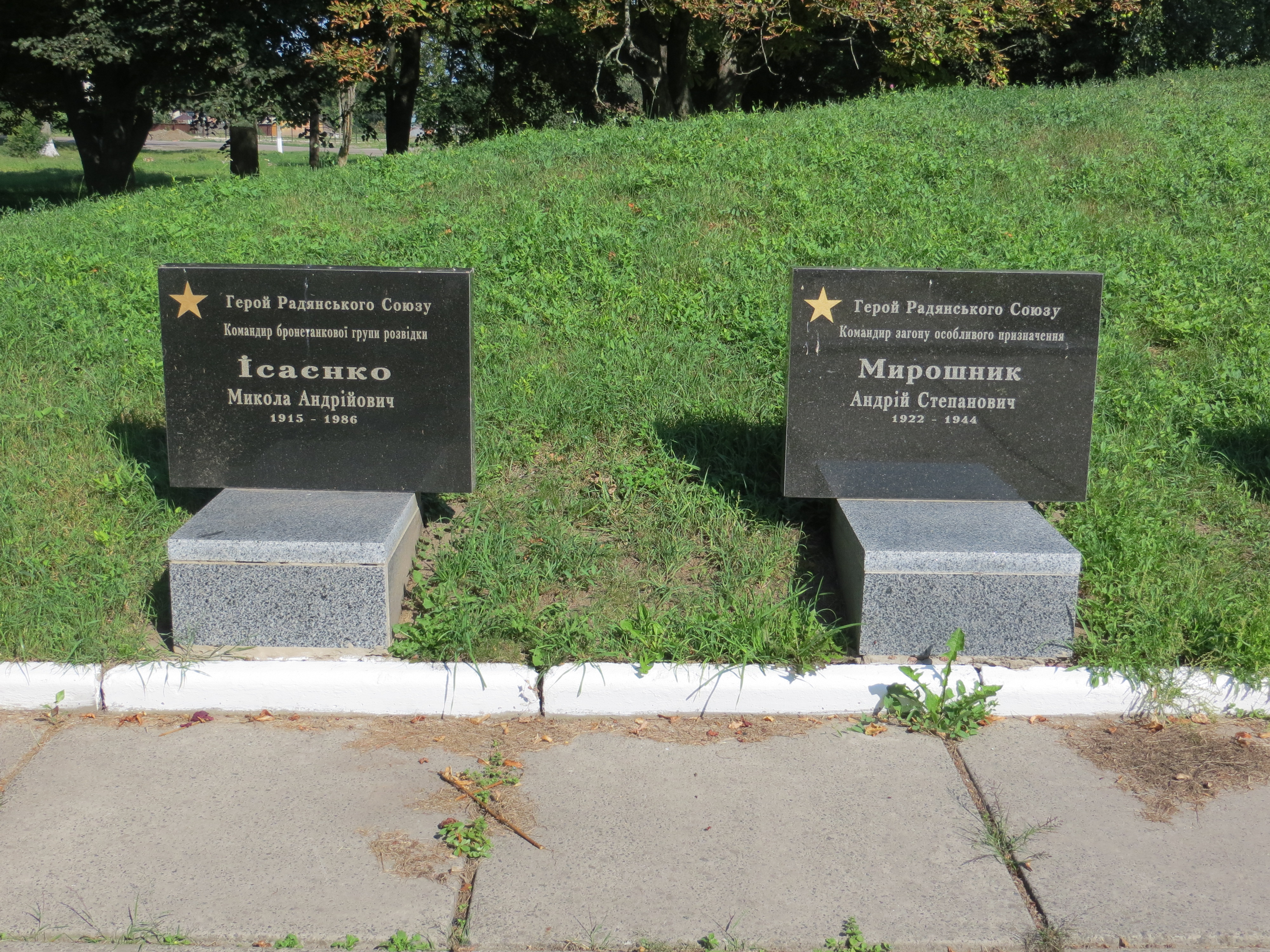

На честь Андрія Мірошника названі вулиці в Керчі, Носівці і Плоскому, школа в Плоскому, встановлено пам'ятний знак у Носівці.